# Хан Ир Му
Хан Ир Му (한일무; 12 августа 1908 года, Хамхын, Корея — 10 августа 1972 года, Москва) — советский разведчик, северокорейский партийный и государственный деятель, военачальник. Главнокомандующий ВМС, ВМФ КНДР (1953—1958). Член ЦК ТПК (1946, 1958). Посол КНДР в Монголии (1958—1961).

## Биография
Родился в крестьянской семье в августе 1908 года в городе Хамхын, Корея. В 1916 году вместе с родителями эмигрировал на российский Дальний Восток. В 1920-е годы проживал в одном из сельских населённых пунктов Посьетовского района. Окончил начальную школу и в 1926 году — среднюю школу в селе Новокиевское (с 1936 года — Краскино). Трудился по найму на различных работах у местных корейских крестьян. Во время коллективизации участвовал в организации сельскохозяйственных артелей среди корейских крестьян. Был председателем одного из сельхозкооперативов.
С 1930 по 1932 года обучался в Высшей партийной школе во Владивостоке, по окончании которой находился на партийной должности в райкоме Посьетовского района. С 1934 по 1936 года обучался в хабаровском коммунистическом университете.
В 1937 году депортирован на спецпоселение в Средне-Чирчикский район Ташкентской области. Трудился заместителем директора по политической части Кировской МТС Ташкентской области, позднее до 1940 года возглавлял партийную организацию одного из местных колхозов. В начале 1941 года некоторое время обучался на курсах Коминтерна в Уфе, готовивших кадры для нелегальной работы в Корее. В феврале 1941 году был вызван по повестке в 5-й отдел НКВД в Ташкенте, где ему предписали отправиться в Москву для обучения на специальных курсах НКВД (предположительно обучался в Разведывательной школе по подготовке зарубежных кадров Коминтерна).
С начала 1943 года служил в Разведывательном отделе штаба Тихоокеанского флота. Неоднократно пересекал наземным путём границу и выполнял разведывательные задания в восточной Маньчжурии. В 1944 и 1945 годах участвовал в двух разведывательных операциях на советской подлодке с высадкой на берег оккупированной японскими войсками Кореи. В августе 1945 года в составе экипажа советской подлодки участвовал в освобождении Чхонджина во время Сэйсинской операции.
С октября 1945 по январь 1946 года — руководитель агитационной службы по выборам в местную власть в городе Вонсан. Зарекомендовал себя среди корейских коммунистов как умелый руководитель. Был назначен председателем районного комитета ТПК и позднее — председателем провинциального отдела ТПК в Канвондо (июль 1946 — октябрь 1949). В 1946, 1958 годах избирался членом ЦК ТПК. Участвовал в работе 2-го съезда ТПК.
С января 1953 года — главнокомандующий военной авиации КНДР. После начала чистки в военном руководстве КНДР был в 1958 году отправлен послом КНДР в Монгольскую Народную Республику.
В октябре 1961 году вместе с семьёй возвратился в СССР. Проживал в Москве, где скончался в августе 1972 года.